# NGC 192
NGC 192 là một thiên hà xoắn ốc trong chòm sao Kình Ngư. Nó được phát hiện vào ngày 28 tháng 12 năm 1790 bởi William Herschel.